# 格納季夫卡 (斯里布涅區)
50°35′56″N 32°48′38″E / 50.59889°N 32.81056°E
格納季夫卡（烏克蘭語：Гнатівка），是烏克蘭北部的村莊，隸屬切爾尼希夫州的普里盧基區。該村始建於1600年，面積0.8平方公里，海拔高度117米，2001年人口333，人口密度每平方公里416.25人。